# Under Siege (2023)
Pour les articles homonymes, voir Under Siege.
 (octobre 2024).
Si vous disposez d'ouvrages ou d'articles de référence ou si vous connaissez des sites web de qualité traitant du thème abordé ici, merci de compléter l'article en donnant les références utiles à sa vérifiabilité et en les liant à la section « Notes et références ».
L'édition 2023 d'Under Siege est un évènement de catch professionnel produit par la fédération américaine Impact Wrestling. Il se déroule le 26 mai 2023 au Western Fair District Agriplex à London (Ontario) dans l'Ontario au Canada. Il s'agit du troisième évènement de la chronologie des Under Siege. Il fut diffusé exclusivement sur Impact Plus.

## Contexte
Cet événement de catch professionnel présente différents matchs impliquant des catcheurs heel (méchant) et face (gentil), ils combattent sous un script écrit à l'avance.

## Tableau des matches
| Ordre par numéros | Résultat | Stipulation(s)                                                           | Temps |
| --- | --- | ------------------------------------------------------------------------ | ----- |
| 1P | Death Dollz (Jessicka et Rosemary) battent The Coven (KiLynn King et Taylor Wilde)                           | Tag team match                                                           | 7:28  |
| 2 | Joe Hendry (c) bat Dirty Dango par disqualification                                                          | Match simple pour Impact Digital Media Championship                      | 5:43  |
| 3 | Nick Aldis bat Kenny King                                                                                    | Match simple                                                             | 8:58  |
| 4 | Jake Crist, Rich Swann et Sami Callihan battent The Design (Angels, Deaner et Kon)                           | Six-man tag team match                                                   | 10:13 |
| 5 | Trinity bat Gisele Shaw (avec Jai Vidal et Savannah Evans)                                                   | Match simple                                                             | 10:28 |
| 6 | ABC (Ace Austin et Chris Bey) (c) battent Subculture (Mark Andrews et Flash Morgan Webster) (avec Dani Luna) | Tag team match pour les Impact World Tag Team Championship               | 13:15 |
| 7 | Trey Miguel (c) bat Chris Sabin                                                                              | Match simple pour le Impact X Division Championship                      | 18:34 |
| 8 | Alex Shelley bat Eddie Edwards, Frankie Kazarian, Jonathan Gresham, Moose et Yuya Uemura                     | Six way match pour déterminer un challenger au Impact World Championship | 11:47 |
| 9 | Deonna Purrazzo (c) bat Jordynne Grace                                                                       | Match simple pour le Impact Knockouts World Championship                 | 13:23 |
| 10 | Steve Maclin (c) bat PCO                                                                                     | No disqualification match pour le Impact World Championship              | 15:44 |
| La lettre C placée entre parenthèses désigne la personne ou l’équipe championne en titre. P – indique que le match a eu lieu lors du pré-show | |                                                                          |       |